# 4 3 2 1
4 3 2 1 és una novel·la de Paul Auster publicada el gener de 2017. En el moment de la seva publicació, va ser la primera novel·la nova d'Auster que va aparèixer en set anys. Auster va treballar en el llibre set dies a la setmana durant tres anys i el va escriure a mà. Amb 866 pàgines, la novel·la és molt més llarga que qualsevol de les seves obres anteriors.

## Argument
La novel·la descriu la història d'Archie Ferguson explicada en quatre moments diferents, i en quatre versions diferents. Cada capítol del llibre està dividit en quatre parts (1.1, 1.2, 1.3, 1.4) que representen les diferents versions de la seva vida. Ferguson (com se sap en el llibre) creix amb els mateixos pares i familiars, així com molts dels mateixos amics. No obstant això, a causa de circumstàncies individuals, les seves vides prenen camins molt diferents. La història segueix la seva vida familiar, així com els anys de la universitat, la seva vida amorosa i les seves idees polítiques. La història es configura a les àrees de Newark, Nova Jersey i Nova York a la dècada dels 50 i 60. A mesura que Archie creix a través de la joventut, es tracten temes com la guerra del Vietnam, els drets civils, les eleccions i l'assassinat de Kennedy i el vol blanc de Newark.

## Recepció
En el moment de la seva publicació durant el gener i febrer de 2017, el llibre va rebre ressenyes mixtes, i amb opinions molt divergents. Michelle Dean, escrivint per al Los Angeles Times, va ser durament crític amb l'execució del llibre, referint-se a ell com "slog", "doorstopper" i una "broma dolenta". D'altra banda, a The Seattle Times, David Takami va elogiar l'execució d'Auster com "brillantment concebuda", un "brillant compendi dels tumultuosos anys 60", amb moltes "gemmes descriptives" massa nombroses per ser totes reproduïdes:
| « | De fet, el desenvolupament i la barreja de quatre versions d'Archie Ferguson no només il·luminen i milloren el seu caràcter, sinó que donen a la narració el poder de l'encant que sosté al lector a través del recorregut del llibre. | » |